# Stibiden
L'île Stibiden est une petite île du golfe du Morbihan rattachée administrativement à la commune de Sarzeau, en face de la pointe de l'Ours.

## Description
L'île Stibiden est très boisée (résineux relativement récents). L'île abrite deux maisons de type longère en granit près de la plage sud de l'île.

## Histoire
L'île a été achetée en 1954 par Danielle Darrieux. Elle appartient encore aujourd'hui à sa belle-fille et ses petits-enfants.

## Toponymie
«Stibiden » se prononce «Chébdenn». Ce nom vient du breton Skividan, issu de Skaw, le sureau et signifie donc "petite plantation de sureaux". On le retrouve ailleurs sous la forme Scubidan.
Stibiden, écrit Sciubiden en  1539, s'appelait au XIXe siècle, Île Chefbeden, dont le "f" représente le son /ù/. 
Dans les ouvrages nautiques, l'île est souvent nommée "Chefheden".

## Géographie
Stibiden se situe dans le Nord-Ouest de la pointe de l'Ours, située sur la commune de Sarzeau. Le passage entre Stibiden et la pointe de l'Ours est caractérisé par un fort courant marin.
Stibiden a une superficie de huit hectares environ, sur lesquels ont été plantés depuis 1954 3 600 arbres, en grande majorité des résineux et aussi quelques arbres fruitiers.